# Pat Southern
Patricia Southern (Altrincham, Reino Unido, 22 de junio de 1948) es una historiadora inglesa de la Roma clásica. 

## Biografía
Patricia Southern nació el 22 de junio de 1948, cerca de Altrincham, una ciudad del Municipio metropolitano de Trafford, en el Gran Mánchester, Inglaterra, el 22 de junio de 1948. Estudió Historia Antigua y Arqueología en las Universidades de Londres y Newcastle upon Tyne. 

### Carrera
Southern fue bibliotecaria del Departamento de Arqueología de la Universidad de Newcastle upon Tyne de 1983 a 1996, y más tarde, en la biblioteca de la Sociedad Literaria y Filosófica de Newcastle upon Tyne. Ha publicado 13 libros sobre historia y arqueología romanas y ha contribuido con numerosos artículos sobre historia romana en el sitio web de Historia de la BBC y la revista académica de estudios romanos Britannia.
También ha escrito una historia ilustrada sobre su ciudad natal, Altrincham.
Los dos primeros libros de Southern, The Roman Cavalry y The Late Roman Army, tuvieron la coautoría e ilustraciones de Karen Dixon, quien también ilustró otros libros del catálogo de la editorial.

## Publicaciones
- Southern, Pat; Dixon, Karen R. (1996). The Late Roman Army (en inglés). Yale University Press. ISBN 9780300068436.
- Dixon, Karen R.; Southern, Pat (1997). The Roman Cavalry: From the First to the Third Century AD (en inglés). Psychology Press. ISBN 9780415170390.
- Southern, Pat (2013). Domitian: Tragic Tyrant (en inglés). Routledge. ISBN 9781317798446.
- Southern, Pat (2007). The Roman Army: A Social and Institutional History (en inglés). Oxford University Press. ISBN 9780195328783.
- Southern, Pat (2003). The Roman Empire from Severus to Constantine (en inglés). Routledge. ISBN 9781134553815.
- Southern, Pat (1998). Augustus (en inglés). Psychology Press. ISBN 9780415166317.
- Southern, Pat (2009). Antony and Cleopatra: The Doomed Love Affair That United Ancient Rome and Egypt (en inglés). Amberley Publishing. ISBN 9781848683242.
- Southern, Pat (2008). Empress Zenobia: Palmyra’s Rebel Queen (en inglés). A&C Black. ISBN 9781847250346.
- Southern, Pat (2007). Cleopatra (en inglés). Tempus. ISBN 9780752443362.
- Southern, Pat (2002). Pompey the Great (en inglés). Tempus. ISBN 9780752425214.
- Southern, Pat (2007). Caesar (en inglés). Tempus. ISBN 9780752443942.
- Southern, Pat (2010). Mark Antony: A Life (en inglés). Amberley Publishing Limited. ISBN 9781445609263.
- Southern, Patricia (2009). Ancient Rome: The Rise and Fall of an Empire, 753 B.C.-A.D. 476 (en inglés). Amberley. ISBN 9781848681002.
- Southern, Pat (2002). Altrincham: An Illustrated History (en inglés). Breedon Books Pub. ISBN 9781859833209.